# Kyle Lafferty
Kyle Lafferty, all'anagrafe Kyle Joseph George Lafferty (Enniskillen, 16 settembre 1987), è un calciatore nordirlandese, attaccante del Johnstone Burgh.

## Caratteristiche tecniche
In grado di fare reparto da solo, Lafferty è un centravanti, efficace nel gioco aereo e forte fisicamente, in possesso - nonostante la stazza - di una discreta velocità a cui abbina buone doti tecniche.

## Carriera

### Club
Muove i suoi primi passi nelle giovanili del Burnley. Esordisce in prima squadra il 6 agosto 2005 contro il Crewe Alexandra, subentrando all'89' al posto di Garreth O'Connor.
Il 19 giugno 2008 viene tesserato dai Rangers in cambio di circa 3 milioni di sterline, firmando un contratto valido per cinque stagioni. Esordisce con gli scozzesi il 5 agosto contro l'FBK Kaunas, incontro preliminare valido per l'accesso alla fase a gironi di UEFA Champions League, sostituendo Kenny Miller a pochi istanti dal termine. A fine stagione conquista il double domestico, conquistando il titolo scozzese e la Coppa di Scozia.
In seguito al fallimento della società, il 30 giugno 2012 lascia la squadra scozzese, firmando un triennale con il Sion, dopo aver risolto alcuni problemi burocratici fatti emergere da Charles Green, presidente della NewCo Rangers (la nuova società fondata al posto del fallito Rangers) grazie all'intervento della FIFA.
Il 20 giugno 2013 si trasferisce alla società italiana del Palermo, dove ritrova Gennaro Gattuso, suo compagno di squadra e allenatore al Sion. Primo calciatore nordirlandese a militare in Italia (il secondo se si considera Paddy Sloan del Regno Unito di Gran Bretagna e Irlanda), con la società rosanero firma un contratto triennale. Debutta nella prima partita utile, cioè il secondo turno di Coppa Italia, vinto per 2-1 sulla Cremonese e disputato l'11 agosto 2013, giocando titolare e realizzando la marcatura che apre l'incontro. Il 13 settembre seguente realizza il suo primo gol nel campionato di Serie B contro il Cesena trasformando un calcio di punizione che vale il momentaneo 1-1; la partita terminerà 2-1 a favore dei rosanero. Il 26 aprile 2014, nella partita vinta per 3-1 contro il Latina, segna la sua undicesima e ultima rete in campionato eguagliando il suo record in campionato risalente alla stagione 2010-2011 al Glasgow Rangers. Il 3 maggio, dopo la vittoria contro il Novara per 1-0 in trasferta, ottiene con il Palermo la promozione in Serie A – con annessa vittoria del campionato – con cinque giornate d'anticipo. Chiude la sua unica stagione in rosanero con 34 presenze e 11 reti segnate nel campionato di Serie B e 2 presenze con 1 rete in Coppa Italia.
Il 27 giugno si trasferisce a titolo definitivo alla squadra inglese del Norwich City, appena retrocesso in seconda serie, tornando a giocare in Inghilterra dopo sei anni, a causa di ragioni extra-campo; con i Canaries firma un contratto triennale, con decorrenza dal 1º luglio 2014 e con opzione per il prolungamento di un'ulteriore stagione.
Il 2 febbraio 2015 passa in prestito al Rizespor, chiudendo la sua esperienza turca segnando 2 gol in 14 partite di campionato.
Tornato al Norwich City, neo promosso in Premier League per la stagione 2015-2016, fatica a trovare spazio, collezionando solo 1 presenza in campionato e 2 nelle coppe inglesi. Rimane in rosa fino al 24 marzo 2016, quando passa al Birmingham City in prestito fino alla fine della stagione. Chiude la sua esperienza con i Bluenoses mettendo insieme 6 presenze ed un goal.
Rientrato tra le file dei The Canaries, disputa una stagione tra alti e bassi, scendendo in campo 16 volte e siglando 2 reti. Nel maggio 2017, alla fine del prestito, viene comunicato che alla scadenza del contratto, rimarrà svincolato.
Il 28 giugno 2017 viene ingaggiato dagli Hearts, società della Scottish Premiership, con un accordo di due anni. Tra le file della società di Edimburgo, tra campionato e coppe, scende in campo 48 volte e siglando 20 reti.
Il 22 agosto 2018, dopo 6 anni, fa il suo ritorno ai Rangers firmando un contratto di due anni. Al suo "nuovo" debutto segna due gol contro il Motherwell in campionato, per il 3-3 finale. Di comune accordo, il 24 luglio 2019, risolve il suo contratto dopo aver raccolto 30 presenze e 6 reti.
Libero da vincoli contrattuali, il 27 agosto 2019 si lega al Sarpsborg 08 a parametro zero, sottoscrivendo un contratto valido fino al termine della stagione. Il 10 gennaio 2020 si lega con un contratto breve al Sunderland, salvo rescindere il contratto pochi mesi dopo, il 14 giugno 2020.
Il 25 luglio 2020 la Reggina, neopromossa in Serie B, ufficializza il suo ingaggio, facendogli sottoscrivere un contratto biennale. Esordisce il 26 settembre, nella partita in casa della Salernitana, subentrando all'81' a Germán Denis. Il 14 dicembre segna il suo primo gol, realizzando il provvisorio vantaggio nella partita casalinga col Venezia, partita poi finita con la sconfitta della propria squadra per 1-2. Il 12 gennaio 2021 il club calabrese annuncia la risoluzione consensuale del contratto con il calciatore.
Un mese dopo la fine dell'esperienza italiana, il 12 febbraio 2021 trova l'accordo fino al termine della stagione con il Kilmarnock, società della Scottish Premiership, facendo ritorno in Scozia. In 8 partite segna 12 gol, tra cui una tripletta contro il Dundee Utd, ma il Kilmarnock, undicesimo classificato al termine della stagione regolare, retrocede a seguito della sconfitta contro il Dundee nello spareggio promozione-retrocessione. Dopo aver segnato 13 gol in 13 presenze, si svincola, quindi, dal club.
Il 21 giugno 2021 firma per i ciprioti dell'Anorthōsis, club che lascia nel dicembre seguente tramite la risoluzione consensuale del contratto.
Il 21 gennaio 2022 torna al Kilmarnock.

### Nazionale
Esordisce con la nazionale nordirlandese il 21 maggio 2006, disputando un'amichevole contro la Romania. Nel 2016, grazie alle 16 reti messe a segno, diventa il secondo miglior marcatore di sempre dell'Irlanda del Nord, alle spalle di David Healy.
Ha partecipato all'Europeo del 2016.
Il 28 marzo 2021, in occasione dell'amichevole persa 1-2 contro gli Stati Uniti, indossa per la prima volta la fascia da capitano della nazionale nordirlandese.

## Statistiche

### Presenze e reti nei club
Statistiche aggiornate al 26 marzo 2022.
| Stagione            | Squadra             | Campionato          | Campionato | Campionato | Coppe nazionali | Coppe nazionali | Coppe nazionali | Coppe continentali | Coppe continentali | Coppe continentali | Altre coppe | Altre coppe | Altre coppe | Totale | Totale |
| Stagione            | Squadra             | Comp                | Pres       | Reti       | Comp            | Pres            | Reti            | Comp               | Pres               | Reti               | Comp        | Pres        | Reti        | Pres   | Reti   |
| ------------------- | ------------------- | ------------------- | ---------- | ---------- | --------------- | --------------- | --------------- | ------------------ | ------------------ | ------------------ | ----------- | ----------- | ----------- | ------ | ------ |
| 2005-gen. 2006      | Burnley             | FLC                 | 4          | 0          | FACup+CdL       | 0+1             | 0               | -                  | -                  | -                  | -           | -           | -           | 5      | 0      |
| gen.-feb. 2006      | Darlington          | FL1                 | 9          | 3          | FACup+CdL       | 0               | 0               | -                  | -                  | -                  | -           | -           | -           | 9      | 3      |
| feb.-giu. 2006      | Burnley             | FLC                 | 7          | 1          | FACup+CdL       | 0               | 0               | -                  | -                  | -                  | -           | -           | -           | 7      | 1      |
| 2006-2007           | Burnley             | FLC                 | 34         | 4          | FACup+CdL       | 1+1             | 0               | -                  | -                  | -                  | -           | -           | -           | 36     | 4      |
| 2007-2008           | Burnley             | FLC                 | 37         | 5          | FACup+CdL       | 1+2             | 0               | -                  | -                  | -                  | -           | -           | -           | 40     | 5      |
| Totale Burnley      | Totale Burnley      | Totale Burnley      | 82         | 10         |                 | 6               | 0               |                    | -                  | -                  |             | -           | -           | 88     | 10     |
| 2008-2009           | Rangers             | SPL                 | 25         | 6          | SC+CdL          | 1+1             | 0+1             | UCL                | 1                  | 0                  | -           | -           | -           | 28     | 7      |
| 2009-2010           | Rangers             | SPL                 | 28         | 7          | SC+CdL          | 5+2             | 0               | UCL                | 4                  | 0                  | -           | -           | -           | 39     | 7      |
| 2010-2011           | Rangers             | SPL                 | 31         | 11         | SC+CdL          | 2+3             | 1+3             | UCL+UEL            | 4+4                | 0                  | -           | -           | -           | 44     | 15     |
| 2011-2012           | Rangers             | SPL                 | 20         | 7          | SC+CdL          | 0+1             | 0               | UCL+UEL            | 0+2                | 0                  | -           | -           | -           | 23     | 7      |
| 2012-2013           | Sion                | SL                  | 25         | 5          | CS              | 3               | 3               | -                  | -                  | -                  | -           | -           | -           | 28     | 8      |
| 2013-2014           | Palermo             | B                   | 34         | 11         | CI              | 2               | 1               | -                  | -                  | -                  | -           | -           | -           | 36     | 12     |
| 2014-feb. 2015      | Norwich City        | FLC                 | 18         | 1          | FACup+CdL       | 1+1             | 0               | -                  | -                  | -                  | -           | -           | -           | 20     | 1      |
| feb.-giu. 2015      | Rizespor            | SL                  | 14         | 2          | TK              | 1               | 0               | -                  | -                  | -                  | -           | -           | -           | 15     | 2      |
| 2015-mar. 2016      | Norwich City        | PL                  | 1          | 0          | FACup+CdL       | 1+1             | 0+1             | -                  | -                  | -                  | -           | -           | -           | 3      | 1      |
| mar.-giu. 2016      | Birmingham City     | FLC                 | 6          | 1          | FACup+CdL       | -               | -               | -                  | -                  | -                  | -           | -           | -           | 6      | 1      |
| 2016-2017           | Norwich City        | FLC                 | 12         | 1          | FACup+CdL       | 2+2             | 0+1             | -                  | -                  | -                  | -           | -           | -           | 16     | 2      |
| Totale Norwich City | Totale Norwich City | Totale Norwich City | 31         | 2          |                 | 8               | 2               |                    | -                  | -                  |             | -           | -           | 39     | 4      |
| 2017-2018           | Hearts              | SP                  | 30+5       | 10+2       | SC+CdL          | 2+4             | 3+4             | -                  | -                  | -                  | -           | -           | -           | 41     | 19     |
| ago. 2018           | Hearts              | SP                  | 2          | 1          | SC+CdL          | 0+5             | 0               | -                  | -                  | -                  | -           | -           | -           | 7      | 1      |
| Totale Hearts       | Totale Hearts       | Totale Hearts       | 37         | 13         |                 | 11              | 7               |                    | -                  | -                  |             | -           | -           | 48     | 20     |
| ago. 2018-2019      | Rangers             | SP                  | 20+1       | 4          | SC+CdL          | 4+0             | 1               | UEL                | 5                  | 1                  | -           | -           | -           | 30     | 6      |
| Totale Rangers      | Totale Rangers      | Totale Rangers      | 125        | 35         |                 | 23              | 8               |                    | 20                 | 1                  |             | -           | -           | 168    | 44     |
| ago.-dic. 2019      | Sarpsborg 08        | ES                  | 9          | 1          | CN              | -               | -               | -                  | -                  | -                  | -           | -           | -           | 9      | 1      |
| gen.-giu. 2020      | Sunderland          | FL1                 | 11         | 2          | FACup+CdL       | 0               | 0               | -                  | -                  | -                  | -           | -           | -           | 11     | 2      |
| 2020-gen. 2021      | Reggina             | B                   | 9          | 1          | CI              | 2               | 0               | -                  | -                  | -                  | -           | -           | -           | 11     | 1      |
| feb.-giu. 2021      | Kilmarnock          | SP                  | 4+7        | 3+6        | SC+CdL          | 2+0             | 4               | -                  | -                  | -                  | -           | -           | -           | 13     | 13     |
| giu.-dic. 2021      | Anorthosis          | AK                  | 5          | 0          | CC              | 0               | 0               | UEL+UECL           | 2+3                | 1+0                | SC          | 1           | 0           | 11     | 2      |
| gen.-giu. 2022      | Kilmarnock          | SP                  | 14         | 8          | SC+CdL          | 1+0             | 0               | -                  | -                  | -                  | -           | -           | -           | 15     | 8      |
| 2022-gen. 2023      | Kilmarnock          | SP                  | 12         | 1          | SC+CdL          | 1+4             | 0+2             | -                  | -                  | -                  | -           | -           | -           | 17     | 3      |
| Totale Kilmarnock   | Totale Kilmarnock   | Totale Kilmarnock   | 37         | 18         |                 | 8               | 6               |                    | -                  | -                  |             | -           | -           | 45     | 24     |
| gen.-mag. 2023      | Linfield            | NIP                 | 8          | 0          | CI+CdL          | 0+0             | 0+0             | -                  | -                  | -                  | -           | -           | -           | 8      | 0      |
| Totale carriera     | Totale carriera     | Totale carriera     | 442        | 104        |                 | 60              | 25              |                    | 25                 | 2                  |             | 1           | 0           | 528    | 131    |

### Cronologia presenze e reti in nazionale
| Cronologia completa delle presenze e delle reti in nazionale ― Irlanda del Nord | Cronologia completa delle presenze e delle reti in nazionale ― Irlanda del Nord | Cronologia completa delle presenze e delle reti in nazionale ― Irlanda del Nord | Cronologia completa delle presenze e delle reti in nazionale ― Irlanda del Nord | Cronologia completa delle presenze e delle reti in nazionale ― Irlanda del Nord | Cronologia completa delle presenze e delle reti in nazionale ― Irlanda del Nord | Cronologia completa delle presenze e delle reti in nazionale ― Irlanda del Nord | Cronologia completa delle presenze e delle reti in nazionale ― Irlanda del Nord |
| Data                                                                            | Città                                                                           | In casa                                                                         | Risultato                                                                       | Ospiti                                                                          | Competizione                                                                    | Reti                                                                            | Note                                                                            |
| ------------------------------------------------------------------------------- | ------------------------------------------------------------------------------- | ------------------------------------------------------------------------------- | ------------------------------------------------------------------------------- | ------------------------------------------------------------------------------- | ------------------------------------------------------------------------------- | ------------------------------------------------------------------------------- | ------------------------------------------------------------------------------- |
| 21-5-2006                                                                       | East Rutherford                                                                 | Uruguay                                                                         | 1 – 0                                                                           | Irlanda del Nord                                                                | Amichevole                                                                      | -                                                                               | 75’                                                                             |
| 26-5-2006                                                                       | Chicago                                                                         | Romania                                                                         | 2 – 0                                                                           | Irlanda del Nord                                                                | Amichevole                                                                      | -                                                                               | 66’                                                                             |
| 16-8-2006                                                                       | Helsinki                                                                        | Finlandia                                                                       | 1 – 2                                                                           | Irlanda del Nord                                                                | Amichevole                                                                      | 1                                                                               | 51’                                                                             |
| 2-9-2006                                                                        | Belfast                                                                         | Irlanda del Nord                                                                | 0 – 3                                                                           | Islanda                                                                         | Qual. Euro 2008                                                                 | -                                                                               | 63’                                                                             |
| 6-9-2006                                                                        | Belfast                                                                         | Irlanda del Nord                                                                | 3 – 2                                                                           | Spagna                                                                          | Qual. Euro 2008                                                                 | -                                                                               | 54’                                                                             |
| 7-10-2006                                                                       | Copenaghen                                                                      | Danimarca                                                                       | 0 – 0                                                                           | Irlanda del Nord                                                                | Qual. Euro 2008                                                                 | -                                                                               | 63’                                                                             |
| 11-10-2006                                                                      | Belfast                                                                         | Irlanda del Nord                                                                | 1 – 0                                                                           | Lettonia                                                                        | Qual. Euro 2008                                                                 | -                                                                               | 48’ 89’                                                                         |
| 6-2-2007                                                                        | Belfast                                                                         | Irlanda del Nord                                                                | 0 – 0                                                                           | Galles                                                                          | Amichevole                                                                      | -                                                                               | 68’                                                                             |
| 24-3-2007                                                                       | Vaduz                                                                           | Liechtenstein                                                                   | 1 – 4                                                                           | Irlanda del Nord                                                                | Qual. Euro 2008                                                                 | -                                                                               | 56’                                                                             |
| 28-3-2007                                                                       | Belfast                                                                         | Irlanda del Nord                                                                | 2 – 1                                                                           | Svezia                                                                          | Qual. Euro 2008                                                                 | -                                                                               | 79’                                                                             |
| 22-8-2007                                                                       | Belfast                                                                         | Irlanda del Nord                                                                | 3 – 1                                                                           | Liechtenstein                                                                   | Qual. Euro 2008                                                                 | 1                                                                               | 75’                                                                             |
| 8-9-2007                                                                        | Riga                                                                            | Lettonia                                                                        | 1 – 0                                                                           | Irlanda del Nord                                                                | Qual. Euro 2008                                                                 | -                                                                               | 72’                                                                             |
| 17-10-2007                                                                      | Stoccolma                                                                       | Svezia                                                                          | 1 – 1                                                                           | Irlanda del Nord                                                                | Qual. Euro 2008                                                                 | 1                                                                               | 19’                                                                             |
| 21-11-2007                                                                      | Las Palmas                                                                      | Spagna                                                                          | 1 – 0                                                                           | Irlanda del Nord                                                                | Qual. Euro 2008                                                                 | -                                                                               | 59’ 76’                                                                         |
| 6-2-2008                                                                        | Belfast                                                                         | Irlanda del Nord                                                                | 0 – 1                                                                           | Bulgaria                                                                        | Amichevole                                                                      | -                                                                               | 60’                                                                             |
| 26-3-2008                                                                       | Belfast                                                                         | Irlanda del Nord                                                                | 4 – 1                                                                           | Georgia                                                                         | Amichevole                                                                      | 2                                                                               | 46’                                                                             |
| 11-10-2008                                                                      | Maribor                                                                         | Slovenia                                                                        | 2 – 0                                                                           | Irlanda del Nord                                                                | Qual. Mondiali 2010                                                             | -                                                                               | 27’                                                                             |
| 15-10-2008                                                                      | Belfast                                                                         | Irlanda del Nord                                                                | 4 – 0                                                                           | San Marino                                                                      | Qual. Mondiali 2010                                                             | 1                                                                               | 82’                                                                             |
| 19-11-2008                                                                      | Belfast                                                                         | Irlanda del Nord                                                                | 0 – 2                                                                           | Ungheria                                                                        | Amichevole                                                                      | -                                                                               | 29’ 46’                                                                         |
| 11-2-2009                                                                       | Serravalle                                                                      | San Marino                                                                      | 0 – 3                                                                           | Irlanda del Nord                                                                | Qual. Mondiali 2010                                                             | -                                                                               | 17’ 55’                                                                         |
| 12-8-2009                                                                       | Belfast                                                                         | Irlanda del Nord                                                                | 1 – 1                                                                           | Israele                                                                         | Amichevole                                                                      | -                                                                               |                                                                                 |
| 5-9-2009                                                                        | Chorzów                                                                         | Polonia                                                                         | 1 – 1                                                                           | Irlanda del Nord                                                                | Qual. Mondiali 2010                                                             | 1                                                                               | 53’                                                                             |
| 14-11-2009                                                                      | Belfast                                                                         | Irlanda del Nord                                                                | 0 – 1                                                                           | Serbia                                                                          | Amichevole                                                                      | -                                                                               | 71’                                                                             |
| 3-3-2010                                                                        | Tirana                                                                          | Albania                                                                         | 1 – 0                                                                           | Irlanda del Nord                                                                | Amichevole                                                                      | -                                                                               | 26’ 64’                                                                         |
| 11-8-2010                                                                       | Podgorica                                                                       | Montenegro                                                                      | 2 – 0                                                                           | Irlanda del Nord                                                                | Amichevole                                                                      | -                                                                               | 57’ 58’                                                                         |
| 3-9-2010                                                                        | Maribor                                                                         | Slovenia                                                                        | 0 – 1                                                                           | Irlanda del Nord                                                                | Qual. Euro 2012                                                                 | -                                                                               | 67’ 83’                                                                         |
| 8-10-2010                                                                       | Belfast                                                                         | Irlanda del Nord                                                                | 0 – 0                                                                           | Italia                                                                          | Qual. Euro 2012                                                                 | -                                                                               | 66’                                                                             |
| 12-10-2010                                                                      | Toftir                                                                          | Fær Øer                                                                         | 1 – 1                                                                           | Irlanda del Nord                                                                | Qual. Euro 2012                                                                 | 1                                                                               |                                                                                 |
| 25-3-2011                                                                       | Belgrado                                                                        | Serbia                                                                          | 2 – 1                                                                           | Irlanda del Nord                                                                | Qual. Euro 2012                                                                 | -                                                                               | 46’                                                                             |
| 7-10-2011                                                                       | Belfast                                                                         | Irlanda del Nord                                                                | 1 – 2                                                                           | Estonia                                                                         | Qual. Euro 2012                                                                 | -                                                                               | 53’ 69’                                                                         |
| 15-8-2012                                                                       | Belfast                                                                         | Irlanda del Nord                                                                | 3 – 3                                                                           | Finlandia                                                                       | Amichevole                                                                      | 1                                                                               | 63’                                                                             |
| 7-9-2012                                                                        | Mosca                                                                           | Russia                                                                          | 2 – 0                                                                           | Irlanda del Nord                                                                | Qual. Mondiali 2014                                                             | -                                                                               |                                                                                 |
| 11-9-2012                                                                       | Belfast                                                                         | Irlanda del Nord                                                                | 1 – 1                                                                           | Lussemburgo                                                                     | Qual. Mondiali 2014                                                             | -                                                                               | 38’                                                                             |
| 16-10-2012                                                                      | Porto                                                                           | Portogallo                                                                      | 1 – 1                                                                           | Irlanda del Nord                                                                | Qual. Mondiali 2014                                                             | -                                                                               |                                                                                 |
| 14-11-2012                                                                      | Belfast                                                                         | Irlanda del Nord                                                                | 1 – 1                                                                           | Azerbaigian                                                                     | Qual. Mondiali 2014                                                             | -                                                                               | 57’                                                                             |
| 6-9-2013                                                                        | Belfast                                                                         | Irlanda del Nord                                                                | 2 – 4                                                                           | Portogallo                                                                      | Qual. Mondiali 2014                                                             | -                                                                               | 67’ 80’                                                                         |
| 5-3-2014                                                                        | Nicosia                                                                         | Cipro                                                                           | 0 – 0                                                                           | Irlanda del Nord                                                                | Amichevole                                                                      | -                                                                               | 46’                                                                             |
| 7-9-2014                                                                        | Budapest                                                                        | Ungheria                                                                        | 1 – 2                                                                           | Irlanda del Nord                                                                | Qual. Euro 2016                                                                 | 1                                                                               |                                                                                 |
| 11-10-2014                                                                      | Belfast                                                                         | Irlanda del Nord                                                                | 2 – 0                                                                           | Fær Øer                                                                         | Qual. Euro 2016                                                                 | 1                                                                               |                                                                                 |
| 14-10-2014                                                                      | Il Pireo                                                                        | Grecia                                                                          | 0 – 2                                                                           | Irlanda del Nord                                                                | Qual. Euro 2016                                                                 | 1                                                                               | 28’ 72’                                                                         |
| 14-11-2014                                                                      | Bucarest                                                                        | Romania                                                                         | 2 – 0                                                                           | Irlanda del Nord                                                                | Qual. Euro 2016                                                                 | -                                                                               | 52’                                                                             |
| 29-3-2015                                                                       | Belfast                                                                         | Irlanda del Nord                                                                | 2 – 1                                                                           | Finlandia                                                                       | Qual. Euro 2016                                                                 | 2                                                                               | 79’                                                                             |
| 13-6-2015                                                                       | Belfast                                                                         | Irlanda del Nord                                                                | 0 – 0                                                                           | Romania                                                                         | Qual. Euro 2016                                                                 | -                                                                               |                                                                                 |
| 4-9-2015                                                                        | Tórshavn                                                                        | Fær Øer                                                                         | 1 – 3                                                                           | Irlanda del Nord                                                                | Qual. Euro 2016                                                                 | 1                                                                               |                                                                                 |
| 7-9-2015                                                                        | Belfast                                                                         | Irlanda del Nord                                                                | 1 – 1                                                                           | Ungheria                                                                        | Qual. Euro 2016                                                                 | 1                                                                               | 10’                                                                             |
| 11-10-2015                                                                      | Helsinki                                                                        | Finlandia                                                                       | 1 – 1                                                                           | Irlanda del Nord                                                                | Qual. Euro 2016                                                                 | -                                                                               |                                                                                 |
| 13-11-2015                                                                      | Belfast                                                                         | Irlanda del Nord                                                                | 1 – 0                                                                           | Lettonia                                                                        | Amichevole                                                                      | -                                                                               | 54’                                                                             |
| 24-3-2016                                                                       | Cardiff                                                                         | Galles                                                                          | 1 – 1                                                                           | Irlanda del Nord                                                                | Amichevole                                                                      | -                                                                               | 81’                                                                             |
| 28-3-2016                                                                       | Belfast                                                                         | Irlanda del Nord                                                                | 1 – 0                                                                           | Slovenia                                                                        | Amichevole                                                                      | -                                                                               | 60’                                                                             |
| 27-5-2016                                                                       | Belfast                                                                         | Irlanda del Nord                                                                | 3 – 0                                                                           | Bielorussia                                                                     | Amichevole                                                                      | 1                                                                               | 61’                                                                             |
| 4-6-2016                                                                        | Trnava                                                                          | Slovacchia                                                                      | 0 – 0                                                                           | Irlanda del Nord                                                                | Amichevole                                                                      | -                                                                               | 55’                                                                             |
| 12-6-2016                                                                       | Nizza                                                                           | Polonia                                                                         | 1 – 0                                                                           | Irlanda del Nord                                                                | Euro 2016 - 1º turno                                                            | -                                                                               |                                                                                 |
| 21-6-2016                                                                       | Parigi                                                                          | Irlanda del Nord                                                                | 0 – 1                                                                           | Germania                                                                        | Euro 2016 - 1º turno                                                            | -                                                                               | 59’                                                                             |
| 25-6-2016                                                                       | Parigi                                                                          | Galles                                                                          | 1 – 0                                                                           | Irlanda del Nord                                                                | Euro 2016 - Ottavi di finale                                                    | -                                                                               |                                                                                 |
| 4-9-2016                                                                        | Praga                                                                           | Rep. Ceca                                                                       | 0 – 0                                                                           | Irlanda del Nord                                                                | Qual. Mondiali 2018                                                             | -                                                                               | 59’                                                                             |
| 8-10-2016                                                                       | Belfast                                                                         | Irlanda del Nord                                                                | 4 – 0                                                                           | San Marino                                                                      | Qual. Mondiali 2018                                                             | 2                                                                               | 73’                                                                             |
| 11-10-2016                                                                      | Hannover                                                                        | Germania                                                                        | 2 – 0                                                                           | Irlanda del Nord                                                                | Qual. Mondiali 2018                                                             | -                                                                               | 76’                                                                             |
| 11-11-2016                                                                      | Belfast                                                                         | Irlanda del Nord                                                                | 4 – 0                                                                           | Azerbaigian                                                                     | Qual. Mondiali 2018                                                             | 1                                                                               | 62’                                                                             |
| 15-11-2016                                                                      | Belfast                                                                         | Irlanda del Nord                                                                | 0 – 3                                                                           | Croazia                                                                         | Amichevole                                                                      | -                                                                               | 56’                                                                             |
| 26-3-2017                                                                       | Belfast                                                                         | Irlanda del Nord                                                                | 2 – 0                                                                           | Norvegia                                                                        | Qual. Mondiali 2018                                                             | -                                                                               | 85’                                                                             |
| 2-6-2017                                                                        | Belfast                                                                         | Irlanda del Nord                                                                | 1 – 0                                                                           | Nuova Zelanda                                                                   | Amichevole                                                                      | -                                                                               | 46’                                                                             |
| 10-6-2017                                                                       | Baku                                                                            | Azerbaigian                                                                     | 0 – 1                                                                           | Irlanda del Nord                                                                | Qual. Mondiali 2018                                                             | -                                                                               | 77’                                                                             |
| 1-9-2017                                                                        | Serravalle                                                                      | San Marino                                                                      | 0 – 3                                                                           | Irlanda del Nord                                                                | Qual. Mondiali 2018                                                             | -                                                                               | 61’                                                                             |
| 4-9-2017                                                                        | Belfast                                                                         | Irlanda del Nord                                                                | 2 – 0                                                                           | Rep. Ceca                                                                       | Qual. Mondiali 2018                                                             | -                                                                               | 74’                                                                             |
| 5-10-2017                                                                       | Belfast                                                                         | Irlanda del Nord                                                                | 1 – 3                                                                           | Germania                                                                        | Qual. Mondiali 2018                                                             | -                                                                               | 69’                                                                             |
| 8-10-2017                                                                       | Oslo                                                                            | Norvegia                                                                        | 1 – 0                                                                           | Irlanda del Nord                                                                | Qual. Mondiali 2018                                                             | -                                                                               | 69’                                                                             |
| 9-11-2017                                                                       | Belfast                                                                         | Irlanda del Nord                                                                | 0 – 1                                                                           | Svizzera                                                                        | Qual. Mondiali 2018                                                             | -                                                                               | 78’                                                                             |
| 8-9-2018                                                                        | Belfast                                                                         | Irlanda del Nord                                                                | 1 – 2                                                                           | Bosnia ed Erzegovina                                                            | UEFA Nations League 2018-2019 - 1º turno                                        | -                                                                               | 69’                                                                             |
| 15-11-2018                                                                      | Dublino                                                                         | Irlanda                                                                         | 0 – 0                                                                           | Irlanda del Nord                                                                | Amichevole                                                                      | -                                                                               | 71’                                                                             |
| 18-11-2018                                                                      | Belfast                                                                         | Irlanda del Nord                                                                | 1 – 2                                                                           | Austria                                                                         | UEFA Nations League 2018-2019 - 1º turno                                        | -                                                                               | 74’                                                                             |
| 21-3-2019                                                                       | Belfast                                                                         | Irlanda del Nord                                                                | 2 – 0                                                                           | Estonia                                                                         | Qual. Euro 2020                                                                 | -                                                                               | 76’                                                                             |
| 24-3-2019                                                                       | Belfast                                                                         | Irlanda del Nord                                                                | 2 – 1                                                                           | Bielorussia                                                                     | Qual. Euro 2020                                                                 | -                                                                               | 79’                                                                             |
| 11-6-2019                                                                       | Barysaŭ                                                                         | Bielorussia                                                                     | 0 – 1                                                                           | Irlanda del Nord                                                                | Qual. Euro 2020                                                                 | -                                                                               | 72’ 83’                                                                         |
| 5-9-2019                                                                        | Belfast                                                                         | Irlanda del Nord                                                                | 1 – 0                                                                           | Lussemburgo                                                                     | Amichevole                                                                      | -                                                                               | 59’                                                                             |
| 10-10-2019                                                                      | Rotterdam                                                                       | Paesi Bassi                                                                     | 3 – 1                                                                           | Irlanda del Nord                                                                | Qual. Euro 2020                                                                 | -                                                                               | 67’                                                                             |
| 4-9-2020                                                                        | Bucarest                                                                        | Romania                                                                         | 1 – 1                                                                           | Irlanda del Nord                                                                | UEFA Nations League 2020-2021 - 1º turno                                        | -                                                                               | 76’                                                                             |
| 8-10-2020                                                                       | Sarajevo                                                                        | Bosnia ed Erzegovina                                                            | 1 – 1 dts (3 – 4 dtr)                                                           | Irlanda del Nord                                                                | Qual. Euro 2020                                                                 | -                                                                               | 90+3’                                                                           |
| 11-10-2020                                                                      | Belfast                                                                         | Irlanda del Nord                                                                | 0 – 1                                                                           | Austria                                                                         | UEFA Nations League 2020-2021 - 1º turno                                        | -                                                                               | 61’                                                                             |
| 12-11-2020                                                                      | Belfast                                                                         | Irlanda del Nord                                                                | 1 – 2 dts                                                                       | Slovacchia                                                                      | Qual. Euro 2020                                                                 | -                                                                               | 77’                                                                             |
| 25-3-2021                                                                       | Parma                                                                           | Italia                                                                          | 2 – 0                                                                           | Irlanda del Nord                                                                | Qual. Mondiali 2022                                                             | -                                                                               | 78’                                                                             |
| 28-3-2021                                                                       | Belfast                                                                         | Irlanda del Nord                                                                | 1 – 2                                                                           | Stati Uniti                                                                     | Amichevole                                                                      | -                                                                               | cap.                                                                            |
| 31-3-2021                                                                       | Belfast                                                                         | Irlanda del Nord                                                                | 0 – 0                                                                           | Bulgaria                                                                        | Qual. Mondiali 2022                                                             | -                                                                               | 82’ 90+2’                                                                       |
| 3-6-2021                                                                        | Dnipro                                                                          | Ucraina                                                                         | 1 – 0                                                                           | Irlanda del Nord                                                                | Amichevole                                                                      | -                                                                               | 61’                                                                             |
| 2-9-2021                                                                        | Vilnius                                                                         | Lituania                                                                        | 1 – 4                                                                           | Irlanda del Nord                                                                | Qual. Mondiali 2022                                                             | -                                                                               | 83’                                                                             |
| 5-9-2021                                                                        | Tallinn                                                                         | Estonia                                                                         | 0 – 1                                                                           | Irlanda del Nord                                                                | Amichevole                                                                      | -                                                                               | 55’                                                                             |
| 2-6-2022                                                                        | Belfast                                                                         | Irlanda del Nord                                                                | 0 – 1                                                                           | Grecia                                                                          | UEFA Nations League 2022-2023 - 1º turno                                        | -                                                                               | 62’                                                                             |
| 5-6-2022                                                                        | Larnaca                                                                         | Cipro                                                                           | 0 – 0                                                                           | Irlanda del Nord                                                                | UEFA Nations League 2022-2023 - 1º turno                                        | -                                                                               |                                                                                 |
| 9-6-2022                                                                        | Pristina                                                                        | Kosovo                                                                          | 3 – 2                                                                           | Irlanda del Nord                                                                | UEFA Nations League 2022-2023 - 1º turno                                        | -                                                                               | 68’                                                                             |
| 12-6-2022                                                                       | Belfast                                                                         | Irlanda del Nord                                                                | 2 – 2                                                                           | Cipro                                                                           | UEFA Nations League 2022-2023 - 1º turno                                        | -                                                                               | 69’                                                                             |
| Totale                                                                          |                                                                                 | Presenze (7º posto)                                                             | 89                                                                              |                                                                                 | Reti (2º posto)                                                                 | 20                                                                              |                                                                                 |

## Palmarès

### Club

#### Competizioni nazionali
- Campionato scozzese: 3

Rangers: 2008-2009, 2009-2010, 2010-2011
- Coppa di Scozia: 1

Rangers: 2008-2009
- Coppa di Lega scozzese: 2

Rangers: 2009-2010, 2010-2011
- Campionato italiano di Serie B: 1

Palermo: 2013-2014
- Scottish Championship: 1

Kilmarnock: 2021-2022